# Requin-klass
Requin-klassen var en klass av nio ubåtar som byggdes för den franska flottan i mitten av 1920-talet. De flesta deltog i strid under andra världskriget för Vichyfrankrike eller de fria franska styrkorna. Nio ubåtar byggdes på varven i Brest, Cherbourg och Toulon mellan 1923 och 1928. Fyra av fartygen tillfångatogs av italienska styrkor och sänktes av de allierade. Endast ett fartyg överlevde kriget - Marsouin, som togs ur bruk strax efter krigsslutet.

## Design
Requin-klassen beställdes som en del av den franska flottans expansionsprogram under 1922 och 1923. Klassen konstruerades med ytterligare erfarenheter från undersökningar av före detta tyska ubåtar som erhållits som krigsskadestånd. Fartygen var avsedda för spaning och tjänstgöring i kolonier, för att attackera potentiella fienders farleder. Klassen hade stor räckvidd och dykdjup, men led dock av dålig manövrerbarhet och hastighet på ytan.

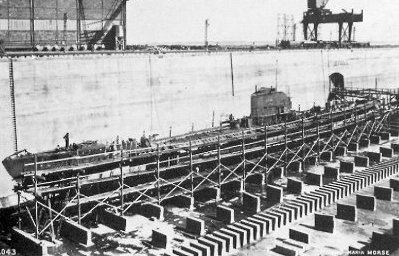
Morse under konstruktion, 1924

Ubåtarna i klassen var 78 meter långa, hade en bredd på 6,8 meter och ett djupgående på 5,1 meter, och de kunde dyka upp till 80 meter. Requin-klassen hade ett deplacement på 1 150 ton vid ytan och ett deplacement på 1 441 ton under ytan. Framdrivningen i ytläge sköttes av två dieselmotorer på 2.900 hk (2.163 kW) och två elmotorer på 1.800 hk (1.342 kW). Ubåtarnas elektriska framdrivning gjorde att de kunde uppnå hastigheter på 9 knop (17 km/h) under vattnet och 15 knop (28 km/h) på ytan. Räckvidden på ytan var 7 700 nautiska mil (14 300 km) vid 9 knop (17 km/h) och 4 000 nautiska mil (7 400 km) vid 12 knop (22 km/h), med en räckvidd under vattenytan på 70 nautiska mil (130 km) vid 5 knop (9,3 km/h).

## Skepp i klassen
| Konstruktionsdata |                  |                  | |
| Namn              | Sjösatt          | Levererad        | Öde |
| Caïman            | 3 mars 1927      | 7 februari 1928  | Sänkt av sin egen besättning i Toulon, senare bärgad av italienska styrkor för att därefter sänkas av allierade flygplan. |
| Dauphin           | 2 april 1925     | 22 november 1927 | Erövrad av italienska, och därefter tyska styrkor som sänkte ubåten.                                                      |
| Espadon           | 28 maj 1926      | 16 december 1927 | Erövrad av italienska styrkor och senare borrad i sank.                                                                   |
| Marsouin          | 27 december 1924 | 7 september 1927 | Använd av de fria franska styrkorna från 1942, senare såld som skrot 1946.                                                |
| Morse             | 11 november 1925 | 10 februari 1928 | Sänkt av en mina den 16 juni 1940.                                                                                        |
| Narval            | 9 maj 1925       | 23 juli 1926     | Använd av de fria franska styrkorna, sänkt av en mina utanför Tunisien 1940.                                              |
| Phoque            | 16 mars 1926     | 7 maj 1928       | Erövrad av italienska styrkor, senare sänkt av allierade flygplan utanför Sicilien den 28 februari 1943.                  |
| Requin            | 19 juli 1924     | 26 maj 1926      | Erövrad av italienska styrkor och därefter av tyska styrkor som skrotade ubåten 1944.                                     |
| Souffleur         | 1 oktober 1924   | 10 augusti 1926  | Sänkt av den brittiska ubåten HMS Parthian utanför Beirut.                                                                |

## Tjänstgöring

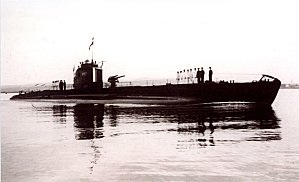
Morse, 1939

Mellan 1935 och 1937 genomgick alla fartyg en större översyn. Vid andra världskrigets utbrott tjänstgjorde fartygen i Medelhavet och ingick i den 4:e ubåtsflottiljen stationerad i Bizerte. Efter vapenstilleståndet mellan Frankrike och Tyskland gick alla fartyg utom Morse, som sänktes utanför Tunisien den 16 juni 1940, och Narval, som gick över till de fria franska flottstyrkorna, med i Vichyfrankrikes flotta. Den 25 juni 1941, under Operation Exporter, torpederades och sänktes Souffleur utanför Beirut, Libanon, av den brittiska ubåten Parthian. Den 27 november 1942, under sänkningen av den franska flottan i Toulon, sänktes Caïman, som senare bärgades av italienarna och den 11 mars 1944 sänktes igen av amerikanska flygplan. Marsouin sänktes inte och flydde från Toulon för att ansluta sig till den fria franska flottan och tjänstgjorde fram till 1946.

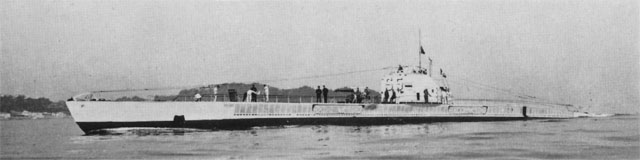
Morse

Den 8 december 1942 kapade tyska styrkor fyra fartyg av Requin-klassen i Bizerte: Phoque, Requin, Espadon och Dauphin, och överlämnade dem sedan till Italien. I Regia Marina fick de beteckningarna FR. 111, FR.113, FR.114 respektive FR.115 och byggdes om till transportubåtar. Torpedutrustningen togs bort från fartygen och kvar blev endast två 13,2 mm kanoner; de kunde då transportera 50 ton last och 145 ton bränsle. Endast ombyggnaden av Phoque (FR.111) slutfördes, men under sin första resa under italiensk flagg den 28 februari 1943 sänktes fartyget nära Syrakusa av amerikanska flygplan. Efter att de allierade hade ingått vapenvila med Italien sänktes de återstående fartygen i september 1943 av italienska - eller tyska styrkor.